# آینووا
آینووا (به لاتین: Aynova) یک منطقهٔ مسکونی در روسیه است که در استان آرخانگلسک واقع شده‌است.